# Côtes-du-tarn
Le côtes-du-tarn, appelé vin de pays des côtes du Tarn jusqu'en 2009, est un vin français d'indication géographique protégée (le nouveau nom des vins de pays) de zone du sud-ouest, produit dans le département du Tarn.

## Origine
L'histoire de ce vignoble possède de nombreux points communs avec celui du vignoble de Gaillac : implantation dès l'époque gallo-romaine, transport du vin par gabarres sur le Tarn vers Bordeaux, etc.
La différence se fait sur une aire élargie par rapport à l'AOC. Elle reprend une partie de l'ancien vignoble du Tarn indépendant de celui de l'abbaye Saint-Michel de Gaillac grandement amoindri par le gel de 1956.

## Géographie

### Aire de l'IGP
L'IGP est présente sur le département du Tarn. 116 communes sont concernées : Albi, Alos, Amarens, Ambres, Andillac, Arthès, Aussac, Beauvais-sur-Tescou, Bellegarde, Bernac, Bournazel, Brens, Briatexte, Broze, Busque, Cabanès, Les Cabannes, Cadalen, Cagnac-les-Mines, Cahuzac-sur-Vère, Cambon, Campagnac, Carlus, Castanet, Castelnau-de-Lévis, Castelnau-de-Montmiral, Cestayrols, Combefa, Cordes-sur-Ciel, Coufouleux, Cunac, Donnazac, Fayssac, Fénols, Fiac, Florentin, Frausseilles, Fréjairolles, Gaillac, Le Garric, Garrigues, Giroussens, Graulhet, Grazac, Itzac, Labastide-de-Lévis, Labastide-Gabausse, Labastide-Saint-Georges, Labessière-Candeil, Lagrave, Larroque, Lasgraisses, Lavaur, Lescure-d'Albigeois, Lisle-sur-Tarn, Livers-Cazelles, Loubers, Loupiac, Lugan, Mailhoc, Marsal, Marssac-sur-Tarn, Mézens, Milhavet, Missècle, Montans, Montdurausse, Montels, Montgaillard, Montvalen, Mouzieys-Teulet, Mouzieys-Panens, Noailles, Orban, Parisot, Peyrole, Poulan-Pouzols, Puybegon, Puycelsi, Puygouzon, Rabastens, Rivières, Roquemaure, Rouffiac, Saint-Agnan, Saint-Beauzile, Sainte-Cécile-du-Cayrou, Saint-Gauzens, Saint-Grégoire, Saint-Jean-de-Rives, Saint-Juéry, Saint-Lieux-lès-Lavaur, Saint-Marcel-Campes, Saint-Paul-Cap-de-Joux, Saint-Sulpice-la-Pointe, Saint-Urcisse, Saliès, Salvagnac, Saussenac, La Sauzière-Saint-Jean, Senouillac, Le Sequestre, Soual, Taïx, Tauriac, Técou, Terssac, Teyssode, Tonnac, Le Verdier, Vieux, Villeneuve-sur-Vère, Vindrac-Alayrac, Virac, Viterbe et Sainte-Croix.

## Vignoble

### Encépagement
Les cépages rouges sont :
- Cépages de l'AOC Gaillac : cabernet franc N, cabernet sauvignon N, duras N, fer servadou N, gamay N, merlot N, syrah N ;
- Cépages anciens : carignan N, cinsaut N, gamay de chaudenay N, gamay de Bouze N, jurançon N, mérille N, portugais bleu N, prunelard N ;
- Nouveaux cépages : marselan N.

Les cépages blancs sont :
- Cépages de l'AOC Gaillac : Len de l'el B, Mauzac blanc B, mauzac rose Rs, muscadelle B, Ondenc B, sauvignon B, sémillon B ;
- Cépages anciens : ugni blanc ;
- Nouveaux cépages : chardonnay B, chasan B, colombard B.

### Types de vin

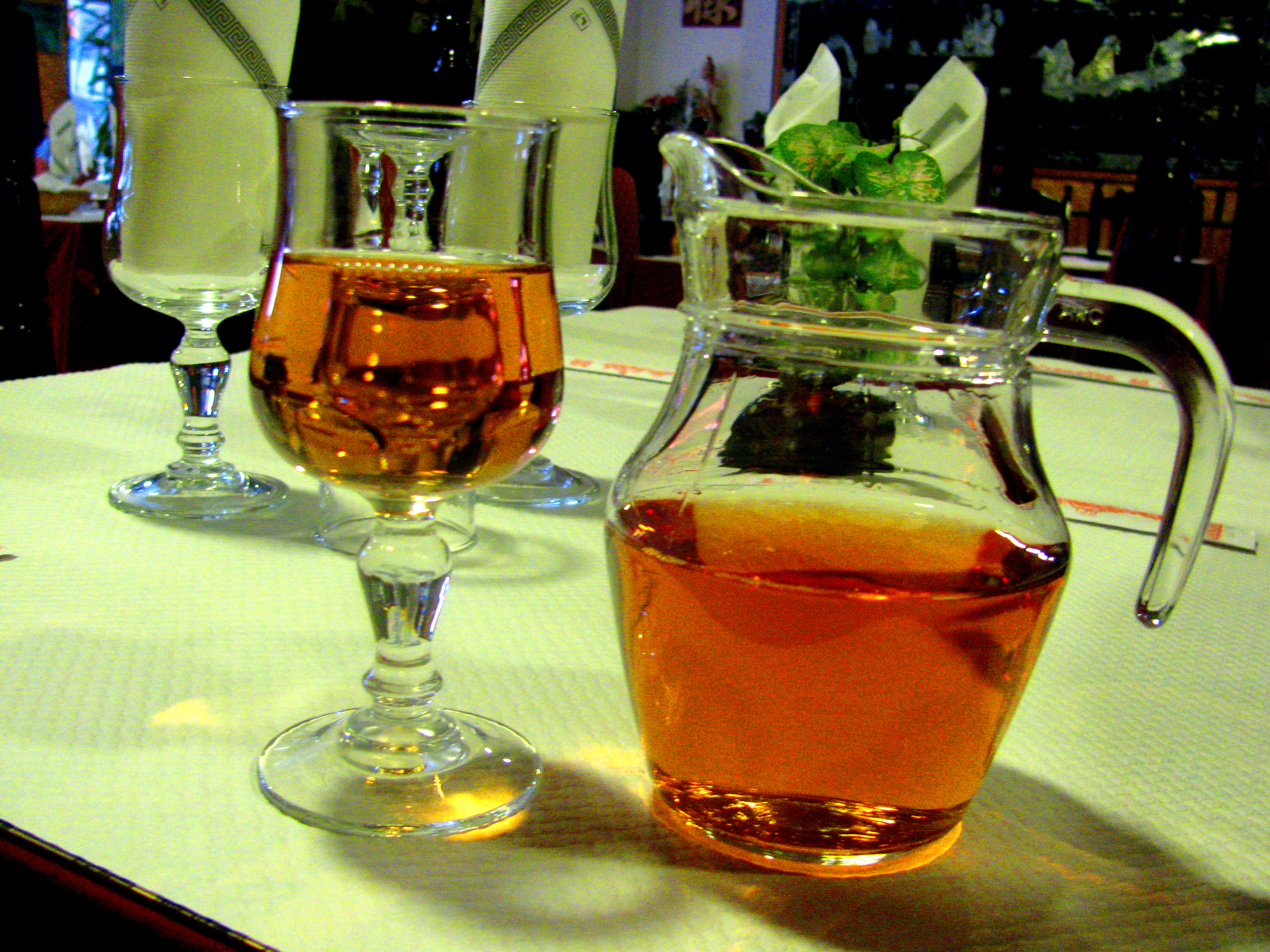
IGP côtes-du-tarn Cabanes rosé

Il existe 21 labellisations différentes :
- Côtes du Tarn blanc
- Côtes du Tarn Blanc Surmûri
- Côtes du Tarn Cabanes blanc
- Côtes du Tarn Cabanes primeur ou nouveau blanc
- Côtes du Tarn Cabanes primeur ou nouveau rosé
- Côtes du Tarn Cabanes primeur ou nouveau rouge
- Côtes du Tarn Cabanes rosé
- Côtes du Tarn Cabanes rouge
- Côtes du Tarn Cabanes surmûri blanc
- Côtes du Tarn Cunac blanc
- Côtes du Tarn Cunac primeur ou nouveau blanc
- Côtes du Tarn Cunac primeur ou nouveau rosé
- Côtes du Tarn Cunac primeur ou nouveau rouge
- Côtes du Tarn Cunac rosé
- Côtes du Tarn Cunac rouge
- Côtes du Tarn Cunac surmûri blanc
- Côtes du Tarn primeur ou nouveau blanc
- Côtes du Tarn primeur ou nouveau rosé
- Côtes du Tarn primeur ou nouveau rouge
- Côtes du Tarn rosé
- Côtes du Tarn rouge

## Caractères des vins
- Vins rouges de soif, fruités de structure légère. Ces vins ont muté depuis une trentaine d'années; les vins cépages anciens ont peu à peu été remplacés par des cépages connus pour leur qualité destinés à l'élaboration de vin de cépage.
- Vins de caractère qui ne sont pas agréés en AOC. (vignes hors zone AOC, cépages non inscrits en AOC : chardonnay B, prunelard N) Ce sont des vins de niche de grande qualité parfois de culture un peu expérimentale. (le prunelard, cépage important au XIXe siècle avait disparu. Il est à nouveau cultivé par quelques vignerons désireux de l'essayer. Il donne généralement des vins puissants et complexes)